# Ophioconis
Genre
Ophioconis est un genre d'ophiures de la famille des Ophiomyxidae. Les ophiures ressemblent à des étoiles de mer.

## Liste d'espèces
Selon World Register of Marine Species (2 mars 2019) :
- Ophioconis acanthophora (Murakami, 1942)
- Ophioconis cincta Brock, 1888
- Ophioconis claviculata Okanishi & Fujita, 2018
- Ophioconis cupida Koehler, 1905
- Ophioconis forbesi (Heller, 1863)
- Ophioconis grandisquama Koehler, 1904
- Ophioconis indica Koehler, 1897
- Ophioconis opacum (Clark, 1928)
- Ophioconis permixta Koehler, 1905
- Ophioconis vivipara Mortensen, 1925

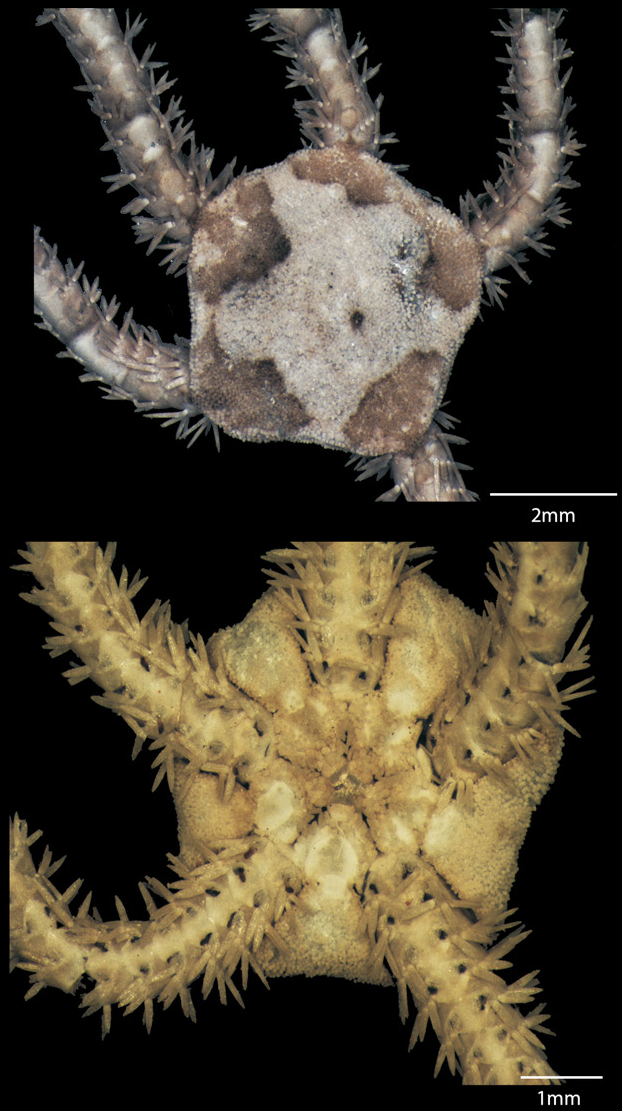
Ophioconis cupida
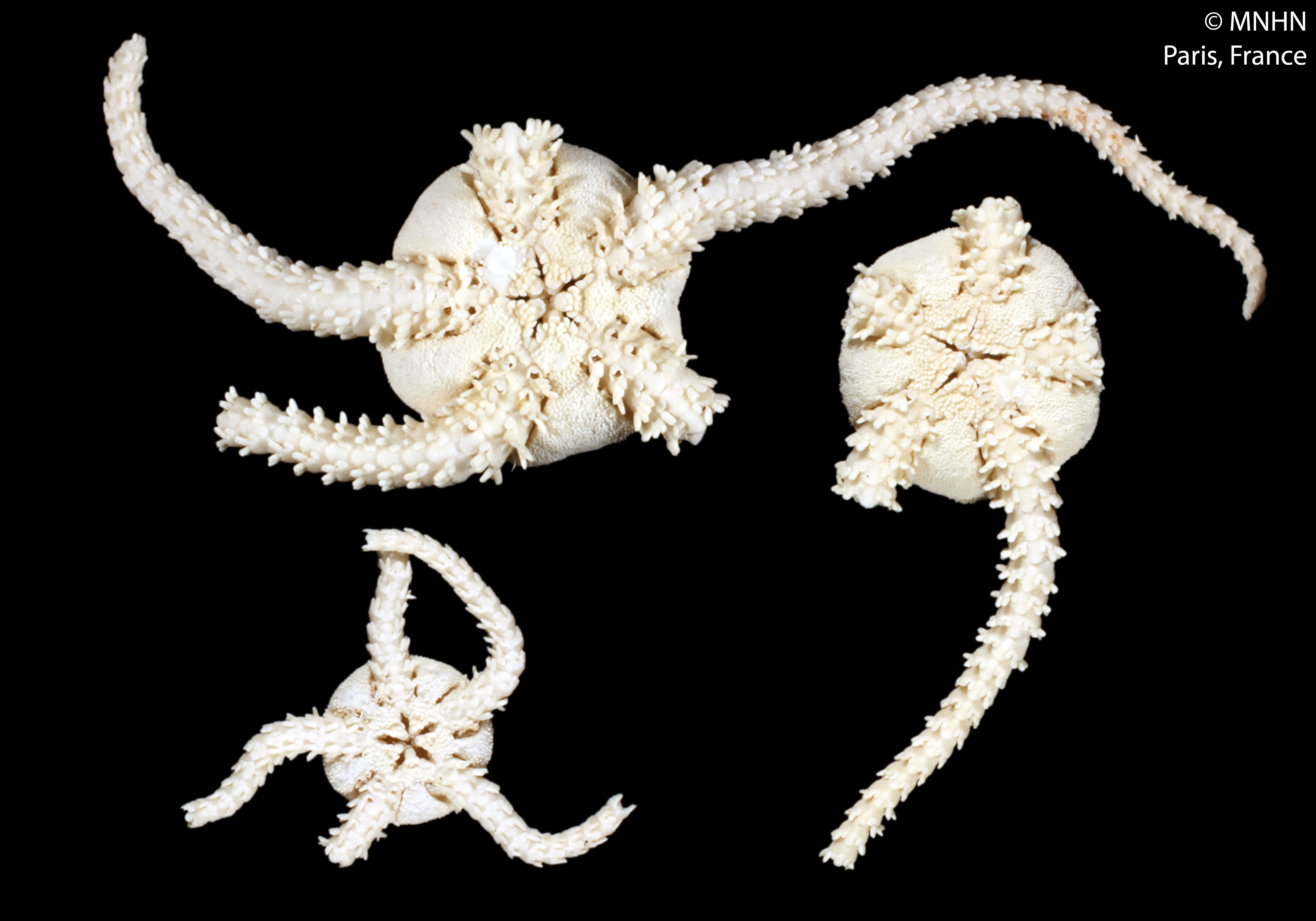
Ophioconis vivipara (face orale)